# Lac Lanao
Le lac Lanao est un grand lac des Philippines, situé dans la province de Lanao du Sud sur l'île de Mindanao. Avec une surface de 340 km2, c'est le plus grand lac de l'île, et le deuxième plus grand lac des Philippines après la Laguna de Bay. Il est considéré comme l'un des 15 plus anciens lacs dans le monde.
Le lac a été formé par l'effondrement d'un grand volcan créant un bassin entre deux chaînes de montagnes. Il a une profondeur maximale de 112 mètres et une profondeur moyenne de 60 mètres. Son seul exutoire est la rivière Agus par laquelle il débouche sur la baie d'Iligan. Une centrale hydroélectrique installée en aval du lac produit 70 % de l'électricité utilisée par les habitants de l'île de Mindanao.
Marawi est la principale ville installée sur les rives du lac.
Le lac abritait 17 espèces endémiques de poissons, dont 15 sont déclarées éteintes en 2020 en raison de l'introduction d’espèces invasives prédatrices, les 2 espèces restantes étant fortement menacées. En outre, la surpêche, la pollution et la déforestation ont « massivement changé » l’écosystème du lac, souligne l’Union internationale pour la conservation de la nature (UICN).